# Berufsgenossenschaft Druck und Papierverarbeitung
Die Berufsgenossenschaft Druck und Papierverarbeitung (BGDP) war eine gewerbliche Berufsgenossenschaft in Deutschland und somit Träger der gesetzlichen Unfallversicherung. Die Hauptverwaltung der BGDP war  in Wiesbaden ansässig. Bezirksverwaltungen bestanden in Hamburg, Wuppertal, Wiesbaden, Nürnberg, Berlin und Leipzig. 

## Sachliche Zuständigkeit
Die BGDP war zuständig für Druck, Papierverarbeitung (z. B. Buchbinderei, Kartonagenherstellung, Wellpappenherstellung und Papierveredelung), Kunststoffverarbeitung, Fotografie und Grafik.

## Geschichte
Die Berufsgenossenschaft entstand am 26. August 1949 aus einem Zusammenschluss der Buchdrucker-Berufsgenossenschaft und der Papierverarbeitungs-Berufsgenossenschaft. Die Buchdrucker waren die erste Berufsgruppe, die eine Berufsgenossenschaft gegründet hatten, und zwar am 7. Januar 1885. Zum 1. Januar 2010 schloss sie sich mit weiteren Berufsgenossenschaften zur Berufsgenossenschaft Energie Textil Elektro Medienerzeugnisse zusammen.